# Сахарави

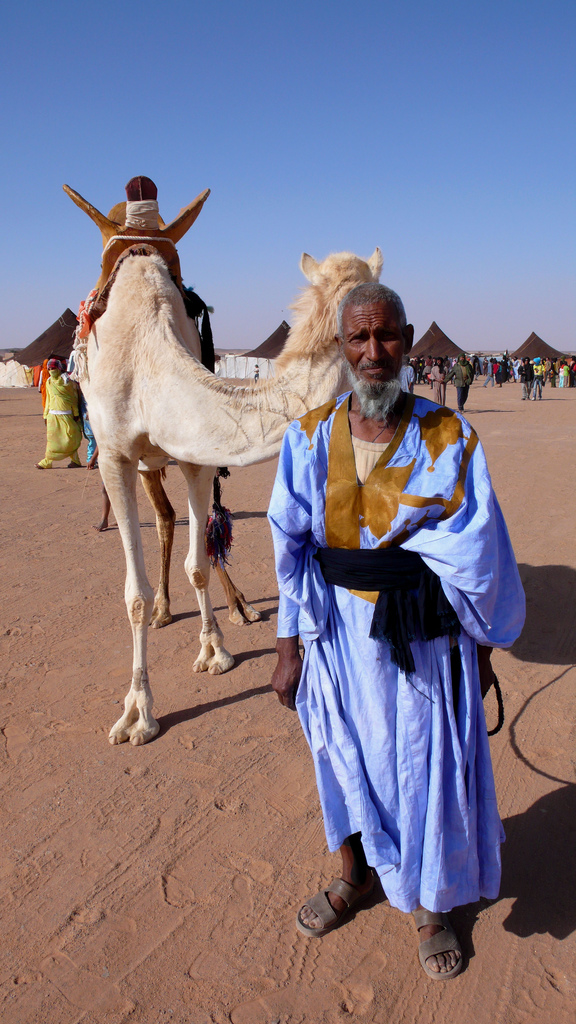
Мужчина-сахарави

Сахарави (араб. صحراويون‎ ṣaḥrāwīyūn; бербер. ⵉⵙⴻⵃⵔⴰⵡⵉⵢⴻⵏ Iseḥrawiyen; ⴰⵏⴻⵥⵔⵓⴼⴰⵏ Aneẓrofan; ⴰⵙⴻⵃⵔⴰⵡⵉ Aseḥrawi; صحراوة Ṣeḥrawa; исп. Saharaui; фр. Sahraoui) — народ, проживающий на западе пустыни Сахара, на территории Западной Сахары (на которую претендует Полисарио и большая часть которой контролируется Марокко), на юге Марокко (на который Полисарио не претендует) и части Мавритании, а также на юго-западе Алжира.

## Этимология
Арабское слово صحراوي Ṣaḥrāwī буквально означает «кто-то из пустыни». В других языках оно произносится в подобных или различных способах:
- Берберские языки: Aseḥrawi ⴰⵙⴻⵃⵔⴰⵡⵉ или Aneẓrofan ⴰⵏⴻⵥⵔⵓⴼⴰⵏ[1]
- английский: Sahrawi or Saharawi
- французский: Sahraoui
- итальянский: Saharaui, Sahraui,[11] Sahrawi or Saharawi
- португальский: Saaráuis, Sarianos, Saarianos
- испанский: Saharaui (saharauita)

## История

### Древняя история
Кочевые берберы, главным образом, из племенных союзов санхаджи населяли области, теперь известные как Западная Сахара, южное Марокко, Мавритания и юго-западный Алжир до прихода ислама в VIII веке нашей эры. Новая вера была распространена самими берберами, и арабская иммиграция в первые века исламской экспансии была минимальной. Не известно, когда верблюд был привезён в область (вероятно, в первом или втором тысячелетии до нашей эры), но он стал революцией в традиционных торговых путях в Северной Африке. Берберские караваны транспортировали соль, золото и рабов между Северной и Западной Африкой, и контроль над торговыми путями стал основной причиной в постоянной борьбе между различными племенами и оседлыми народами. Неоднократно берберские племена современной Мавритании, Марокко и Западной Сахары объединялись вокруг религиозных лидеров, стремящихся сменить местную власть и основать свои княжества, династии или даже огромные империи. Так было в случае с берберской династией Альморавидов в Марокко и Андалусии, а также в нескольких эмиратах Мавритании.